# Минуле

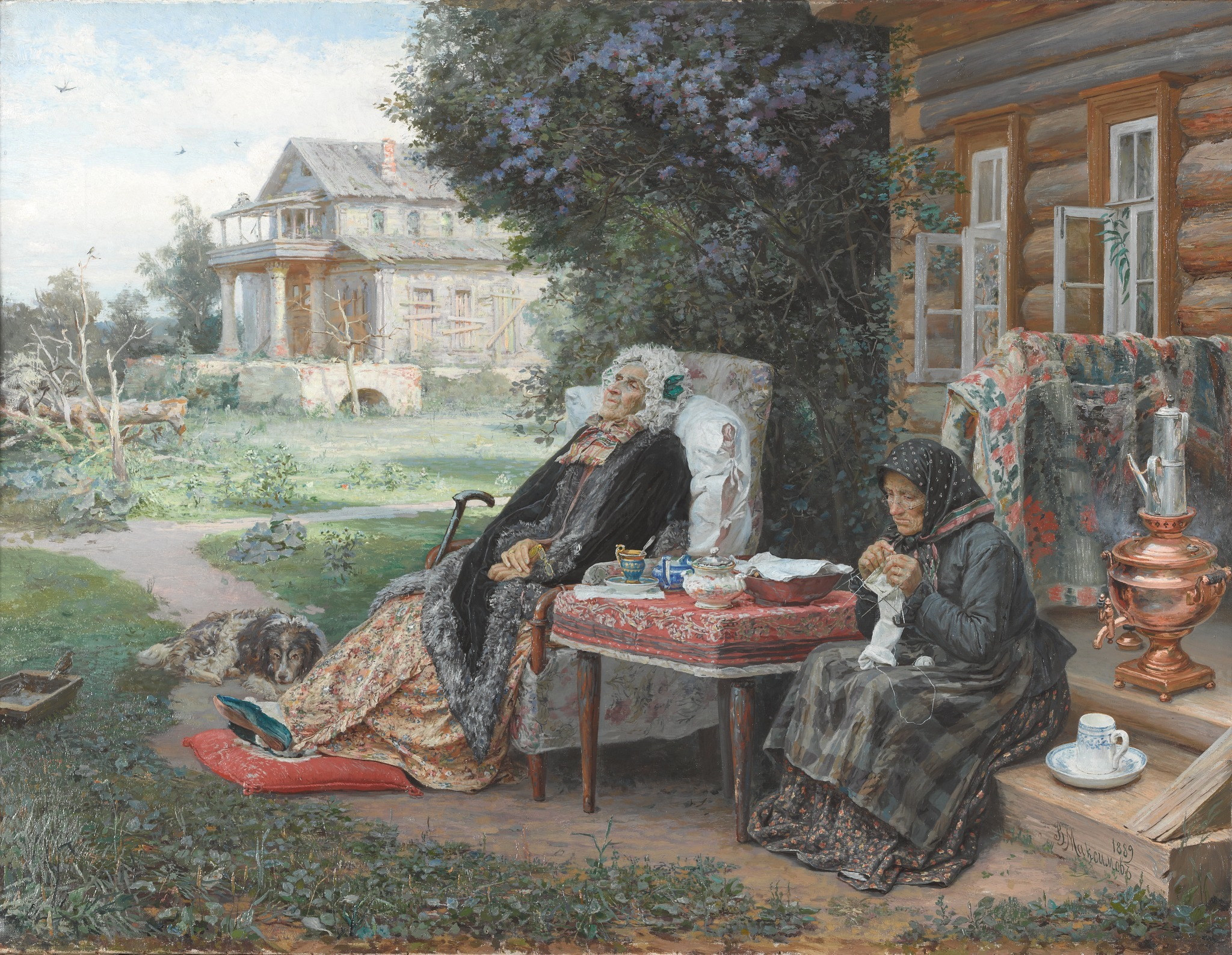
Василь Максимов, «Все в минулому» (1889).

Минуле — частина лінії часу, що складається з подій, які вже відбулися.

## Минуле у фізиці
З точки зору класичної фізики минуле — просто половина часової осі. Спеціальна теорія відносності вносить до поняття минулого деяку поправку — розглядається так званий конус минулого (див. світловий конус) — сукупність всіх подій, з яких можна досягти точки сучасного зі швидкістю, не більшою від швидкості світла. Події, які лежать за конусом минулого, не можуть вплинути на сучасне і тому минулим не вважаються.
В масштабах Землі різниця між «класичним» і «релятивістським» минулим не перевищує 0,05 с, і тому нею як правило нехтують. В астрономії цей чинник враховується.

## Властивості минулого
Найважливішими властивостями минулого, які є чинними у фізиці та філософії є такі:
Незмінність Те, що є минулим сьогодні, у майбутньому теж буде належати минулому.
Єдиність В одні точці простору-часу, яка належить минулому, не могли мати місце «взаємовиключні» події.